# Debreceni Református Kollégium Kántusa
A Debreceni Református Kollégium Kántusa (közismertebb nevén a Kollégiumi Kántus) egy kórus, melyet 1739-ben alapított a Debreceni Református Kollégium matematika professzora, Maróthi György.

## Története

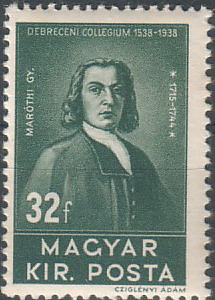
A Kántust alapító Maróthi György a Kollégium 400. évfordulójára, 1938-ban kiadott bélyegen

A Kántus előtt a pestisjárvány idején létesített négytagú temető-kvartett létezett csak, ez bővült 30 tagú fiú-vegyeskarrá. Maróthi György svájci minták nyomán a többszólamú zsoltáréneklést kívánta meghonosítani az istentiszteleteken. A következő évben (1740) Maróthi többszólamú zsoltárkiadást is megjelentetett a zürichi minta alapján. Folytatásként „Collegium Musicum”-ot, zenei együttest tervezett, de 29 évesen elvitte a korai halál. Így ez a terve nem valósult meg, de létrejött az első, azóta is folyamatosan működő magyar ifjúsági kórus, a Kántus, amely szervezetével és szellemével ma is hirdeti a Kollégium sok évszázados diákköztársaságát, amely a kollégiumi jelmondat: „Orando et laborando” – imádkozva és dolgozva – jegyében hitben és munkában edzett generációkat nevelt.
A 19. században Zákány József professzor karolta fel a Kollégium zenei életét, és ő váltotta valóra Maróthi álmát, létrehozva a „Collegium Musicum”-ot. A század közepétől Szotyori Nagy Endre karvezető irányítása mellett a Kollégium Odeumát, a mai Kántus-termet kezdték használni.
A Kántus első főállású karnagya Mácsai Sándor, 1885–1924 között az egyházi zene tanáraként működött a Kollégiumban. Sokat tett a debreceni Csokonai-kultusz ápolásáért is: a költő megzenésített versei (A Reményhez, A tihanyi Echóhoz, A csikóbőrös kulacshoz) ekkor váltak elmaradhatatlan emlékké. Ebben az időben szerveződtek az első gyülekezeti kiszállások is, melyeknek bevételét a kórus saját kottatárának bővítésére és jótékonysági célokra fordította.
Mácsait Szigethy Gyula karnagy követte. Az ő munkálkodása idején a Kántus a kodályi és bartóki szellemiségét is kezdte követni. A Dóczi Leánynevelő Intézet államosítása (1952) után a vezetése alatt alakult át a kántus 1954-ben ifjúsági vegyeskarrá. Azóta tagjai száma évenként 60-70 fő gimnazista és egyetemista. Az Éneklő Ifjúság versenyein többször szereztek arany fokozatot.
1967-től 2021-ig Berkesi Sándor karnagy állt a Kántus élén (mellette 2016-tól társkarnagyként Arany János). Berkesi Sándor vezetésével az énekkar 1984-ben hangversenykórus minősítést szerzett. Ugyanebben az évben figyelt fel a zenei közvélemény a kórusra, miután az angliai Middlesbrough-ban rendezett kórusversenyen első helyet nyertek.
Külföldi útjaik során az utóbbi bő 4 évtizedben eljutottak 27 országba, köztük Jugoszláviába, Angliába, Hollandiába, az Amerikai Egyesült Államokba, Kanadába, Svájcba, a skandináv országokba, Belgiumba, Japánba, Skóciába; a '90-es évektől Erdély, Felvidék és Kárpátalja magyar gyülekezeteibe is. A közelmúltban pedig Oroszországban, Csehországban, Dél-Koreában és Tajvanon voltak.
Többször szerepeltek rádió- és televízió-adásokban, CD és DVD felvételeik jelentek meg. Magyar zeneszerzők – Bárdos Lajos, Gárdonyi Zoltán és Zsolt, Vass Lajos, Birtalan József, Szokolay Sándor, Vajda János és mások – számos művet írtak a kórusnak. Repertoárjuk kiterjed a régi korok és napjaink egyházi és világi műveire.
Több nemzetközi versenyen értek el kiemelkedő helyezést:
- 1982 Debrecen
- 1984 Middlesbrough (Anglia)
- 1988 Spittal (Ausztria)
- 1997 Budapest
- 2002 Busan (Dél-Korea)

A Kántus jelenlegi vezetősége: Arany János - vezető karnagy (2021-től), Sárosi Dániel - orgonaművész, korrepetitor.

## Díjak
- 1997 Magyar Örökség díj
- 2003 Debrecen város Pro Urbe díja

## Külső hivatkozások
- Debreceni Református Kollégium Kántusának honlapja